# Bandeira de São José do Rio Preto
A bandeira de São José do Rio Preto é um símbolo que representa o município brasileiro supracitado, que está localizado no estado de São Paulo.
A bandeira da cidade foi criada em 1936 com as mesmas cores da bandeira do estado de São Paulo, vermelho, preto e branco. Ela é composta por um retângulo vermelho recortado horizontalmente e verticalmente por faixas brancas maiores e essas por faixas pretas menores. O centro da bandeira possui um losango branco e no centro deste o brasão da cidade. A cor vermelha representa o amor-pátrio, dedicação, audácia, intrepidez, coragem e a valentia.